# رويدة المحالسة
رويضة المحالسة قرية سعودية تتبع إداريًا محافظة المجمعة في منطقة الرياض، وتُعد من قرى سدير. تقع شمال محافظة المجمعة بحوالي 31 كيلومترا، وتبعد نحو 3 كيلومترات عن قرية عن بوضاء.

## التسمية
كانت تُعرف قديمًا باسم روضة بوضاء أو الرويضة. لاحقًا، استُقر اسمها على رويضة المحالسة نسبة إلى فخذ المحالسة من قبيلة مطير، الذين يسكنون القرية.

## الموقع
تقع القرية على إحداثيات: 25.99972° شمالًا، 45.40295° شرقًا، في منطقة صحراوية شمال مدينة المجمعة. وتُعتبر من مناطق التنزه الموسمية، حيث يوجد بها روضة طبيعية ومحمية يمنع فيها دخول المركبات للحفاظ على البيئة.

## السكان والمساكن
يبلغ عدد المساكن في القرية نحو 24 منزلًا، تقريباً عدد السكان المقيمين دائمًا في القرية قليل نسبيًا؛ ويعود ذلك إلى قلة الخدمات وتوجه الكثير من الأهالي للعمل أو الدراسة في المدن الكبرى.

## الخدمات والمرافق
القرية تفتقر للخدمات الحكومية، فلا يوجد بها مركز صحي، مدارس، أو بقالة. ويعتمد السكان على المرافق والخدمات في القرى والمراكز المجاورة مثل المجمعة وعن بوضاء.